# Жутко громко и запредельно близко
«Жу́тко гро́мко и запреде́льно бли́зко» (англ. Extremely Loud and Incredibly Close) — американская драма 2011 года, четвёртый полнометражный фильм режиссёра Стивена Долдри по сценарию Эрика Рота. Фильм основан на одноимённом романе Джонатана Сафрана Фоера 2005 года, в нём снялись Том Хэнкс, Сандра Буллок, Томас Хорн в его дебютном фильме, Макс фон Сюдов, Виола Дэвис, Джон Гудмен, Джеффри Райт и Зои Колдуэлл в её последней роли в кино. Фильм вышел в ограниченный прокат в США 25 декабря 2011 года компанией Warner Bros. Pictures, а в широкий прокат вышел 20 января 2012 года, собрав в прокате более 55 миллионов долларов. Официальным прокатчиком в России являлась компания «Каро-премьер», но до проката в стране фильм так и не добрался.
Невзирая на высокие ожидания, сразу же после премьеры лента была разгромлена американской кинопрессой. В качестве ключевых недостатков назывался слабый сценарий и вялая режиссёрская работа Стивена Долдри. Пребывание фильма в списках номинантов на премию «Оскар» (выдвигался в двух категориях: «Лучший фильм» и «Лучшая мужская роль второго плана» Максу фон Сюдову) вызвало недоумение критиков. На Берлинском кинофестивале фильм показали вне конкурсной программы.

## Сюжет
Если какую-либо вещь можно легко отыскать, она не стоит этого.
Фильм затрагивает события 11 сентября 2001 года. В этот трагический для Америки день класс 9-летнего Оскара Шелла (Томас Хорн), страдающего синдромом Аспергера, пораньше отпустили домой. Когда мальчик добирается до дома, он обнаруживает на автоответчике пять сообщений от своего отца Томаса (Том Хэнкс), находившегося в тот самый момент на деловой встрече во Всемирном торговом центре. Телефон звонит в шестой раз, но напуганный Оскар не может заставить себя ответить. Автоответчик записывает шестое сообщение, которое обрывается в момент падения второй башни. Оскар понимает, что его отец погиб. Чтобы лишний раз не расстраивать мать, он заменяет старый автоответчик на новый.
Спустя год после трагической кончины отца Оскар входит в его комнату, нечаянно разбивает синюю вазу и обнаруживает в ней конверт с фамилией «Блэк», внутри которого лежит ключ, а на газетной вырезке рядом он видит обведённые красным маркером слова: «Не прекращай искать». И теперь Оскар собирается найти замок, к которому подошёл бы этот ключ, и человека по фамилии Блэк.
Его бабушка (Зои Колдуэлл), живущая напротив дома Оскара, незадолго до того поселила у себя пожилого квартиранта (Макс фон Сюдов). Однажды ночью мальчик сталкивается с ним и пытается заговорить, но тот потерял дар речи ещё в юности, во время Второй мировой войны, став свидетелем гибели своих родителей. С людьми он общается при помощи записок. Через некоторое время Оскар и квартирант становятся друзьями, с его помощью мальчик учится бороться со своими страхами и неприятностями. Наблюдая за его походкой и движениями, Оскар замечает в нём схожесть с погибшим отцом. Скоро старик съезжает с квартиры в неизвестном направлении.
В уже упомянутой газетной вырезке отца Оскар случайно находит обведённый маркером телефонный номер Эбби Блэк (Виола Дэвис), с которой ранее он уже был знаком. Вместе они едут к бывшему мужу Эбби, Уильяму (Джеффри Райт), и выясняется, что тот уже больше года ищет этот самый ключ, который, как оказалось, его умерший отец оставил ему в синей вазе, впоследствии проданной Уильямом отцу Оскара. Разочарованный мальчик убегает прочь.
В финальных сценах ленты мать Оскара (Сандра Буллок) рассматривает книгу воспоминаний, которую мальчик сделал своими руками и назвал «Жутко громко и запредельно близко».

## В ролях
- Томас Хорн — Оскар Шелл
- Макс фон Сюдов — Томас Шелл-старший, арендатор
- Том Хэнкс — Томас Шелл, отец Оскара
- Сандра Буллок — мать Оскара
- Виола Дэвис — Эбби Блэк
- Джеффри Райт — Уильям
- Джон Гудмен — Стэн, швейцар в доме Оскара
- Зои Колдуэлл[вд] — бабушка Оскара

## Производство
В августе 2010 года режиссёр Стивен Долдри сообщил, что он работает над экранизацией романа уже более пяти лет. Эрик Рот был нанят для написания сценария, а Крис Менгес станет оператором фильма.
Роли отца и матери Оскара с самого начала предназначались для Тома Хэнкса и Сандры Буллок. Поиск актёра возрастом от 9 до 13 лет для роли Оскара начался в октябре 2010 года. В декабре на роль был утвержден начинающий 12-летний актёр Томас Хорн.
В январе 2011 года к актёрскому составу присоединились Джон Гудмен, Джеффри Райт и Виола Дэвис.
Съёмки фильма начались в марте 2011 года в Нью-Йорке и закончились в июне того же года. Фильм был снят камерой Arri Alexa.

## Критика
Фильм получил неоднозначные, преимущественно отрицательные отзывы кинокритиков. На сайте Rotten Tomatoes положительными оказались 45 % рецензий. На Metacritic средний рейтинг фильма составляет 41 балл из 100.
Бетси Шарки из Los Angeles Times написала, что фильм был «красиво отполированным, продуманно оформленным голливудским спектаклем о национальной трагедии 11 сентября, который, кажется, навсегда изменил определение таких слов, как „немыслимое“, „непростительное“, „катастрофическое“». Питер Хауэлл из Торонто стар дал фильму одну из четырёх звезд, заявив, что «фильм кажется неправильным на всех уровнях, ошибочно принимая преждевременное развитие за проницательность, а катастрофу за сеанс объятий. Это приманка для Оскара, но приманка отравлена оппортунизмом и притворной чувствительностью».

## Награды
| Премия                                    | Категория                                         | Номинант         | Итог      |
| ----------------------------------------- | ------------------------------------------------- | ---------------- | --------- |
| «Оскар»                                   | Лучший фильм                                      | Скотт Рудин      | Номинация |
| «Оскар»                                   | Лучшая мужская роль второго плана                 | Макс фон Сюдов   | Номинация |
| Гильдия художников США                    | Лучшая работа художника-постановщика в кинофильме | Кей Кей Барретт  | Номинация |
| Общество кинокритиков Бостона             | Лучшая мужская роль второго плана                 | Макс фон Сюдов   | Номинация |
| «Выбор критиков»                          | Лучший фильм                                      |                  | Номинация |
| «Выбор критиков»                          | Лучший режиссёр                                   | Стивен Долдри    | Номинация |
| «Выбор критиков»                          | Лучший юный актёр / актриса                       | Томас Хорн       | Победа    |
| «Выбор критиков»                          | Лучший адаптированный сценарий                    | Эрик Рот         | Номинация |
| Ассоциация кинокритиков Даллас-Форт Уэста | Лучший фильм                                      |                  | Номинация |
| Ассоциация кинокритиков Даллас-Форт Уэста | Лучшая мужская роль второго плана                 | Макс фон Сюдов   | Номинация |
| Общество кинокритиков Джорджии            | Лучшая мужская роль второго плана                 | Макс фон Сюдов   | Номинация |
| Общество кинокритиков Джорджии            | Лучшая женская роль второго плана                 | Сандра Буллок    | Номинация |
| Общество кинокритиков Хьюстона            | Лучший фильм                                      |                  | Номинация |
| Общество кинокритиков Феникса             | Лучшая музыка к фильму                            | Александр Деспла | Номинация |
| Общество кинокритиков Феникса             | Лучшее исполнение роли юным актёром               | Томас Хорн       | Победа    |
| Общество кинокритиков Феникса             | Открытие в кино                                   | Томас Хорн       | Победа    |
| Общество кинокритиков Сан-Диего           | Лучшая мужская роль второго плана                 | Макс фон Сюдов   | Номинация |
| Общество кинокритиков Сан-Диего           | Лучшая музыка к фильму                            | Александр Деспла | Номинация |